# Floscularia bifida
Floscularia bifida är en hjuldjursart som beskrevs av Segers 1997. Floscularia bifida ingår i släktet Floscularia och familjen Flosculariidae. Inga underarter finns listade i Catalogue of Life.